# Khudavandpur, Chincholi
Khudavandpur là một làng thuộc tehsil Chincholi, huyện Gulbarga, bang Karnataka, Ấn Độ.